# Volta Redonda Futebol Clube
Il Volta Redonda Futebol Clube, noto anche semplicemente come Volta Redonda, è una società calcistica brasiliana con sede nella città di Volta Redonda, nello stato di Rio de Janeiro.

## Storia

### La fondazione
Nel 1975, l'unica squadra professionistica nella città di Volta Redonda era il Clube de Regatas do Flamengo di Volta Redonda (da non confondere con il Clube de Regatas do Flamengo della città di Rio de Janeiro), comunemente noto come Flamenguinho. Nello stesso anno, gli stati di Rio de Janeiro e Guanabara si fusero. A causa della fusione dei due stati, anche la Federação Carioca de Futebol e la Federação Fluminense de Desportos si fusero.
Durante un incontro tra il presidente della Companhia Siderúrgica Nacional (CSN), il sindaco della città di Volta Redonda, Nelson Gonçalves, il dottor Guanayr e Admiral Heleno Nunes (presidente della CBD, Confederação Brasileira de Desportos), il dottor Guanayr sostenne l'idea che il Flamenguinho dovesse rappresentare la città nel Campionato Carioca, ma Admiral Heleno Nunes decise che la nuova squadra si sarebbe chiamata Volta Redonda Futebol Clube e i colori sarebbero stati quelli del comune di Volta Redonda: il nero, il giallo e il bianco.
Il 9 febbraio 1976, il Volta Redonda Futebol Clube venne fondato presso la sala riunioni della Federação Carioca de Futebol, con la presenza del consiglio di amministrazione del Clube de Regatas Flamengo di Volta Redonda, dell'Associação Atlética Comercial e i rappresentanti del municipio della città di Volta Redonda.

### Campionato Carioca 2005
Il Volta Redonda, neopromossa alla prima divisione del Campionato Carioca, sorprese gli appassionati di calcio e della stampa, e vinse la tradizionale e prestigiosa Taça Guanabara (il primo turno del Campionato Carioca), dopo aver sconfitto squadre forti come il Vasco da Gama. Questo titolo garantì la qualificazione della squadra a giocare la finale del Campionato Carioca. Il Fluminense vinse la Taça Rio (il secondo turno del Campionato Carioca). La finale del Campionato Carioca fu giocata tra il Volta Redonda e il Fluminense in due partite, entrambe allo stadio Maracanã. Nella prima partita, il Volta Redonda vinse contro il Fluminense per 4-3, e quindi necessitava solo di un pareggio per vincere il campionato. Tuttavia, la seconda partita si concluse con il risultato di 3-1 per il Fluminense. Il Volta Redonda concluse la competizione come finalista del Campionato Carioca.

### Coppa del Brasile 2006
Nel 2006, il Volta Redonda raggiunse i quarti di finale della Coppa del Brasile. Al primo turno, il club vinse contro l'América-MG. Ai sedicesimi di finale, il Volta Redonda sconfisse un club di prima divisione, ovvero l'Atlético Paranaense. Agli ottavi di finale, il 15 de Novembro di Campo Bom fu sconfitto dal Volta Redonda. Il 4 maggio, all'Estádio São Januário, il Volta Redonda venne sconfitto dal Vasco da Gama 2-1 e fu eliminato dalla competizione. All'andata, giocata il 27 aprile, il Volta Redonda e il Vasco pareggiarono 0-0.

## Palmarès

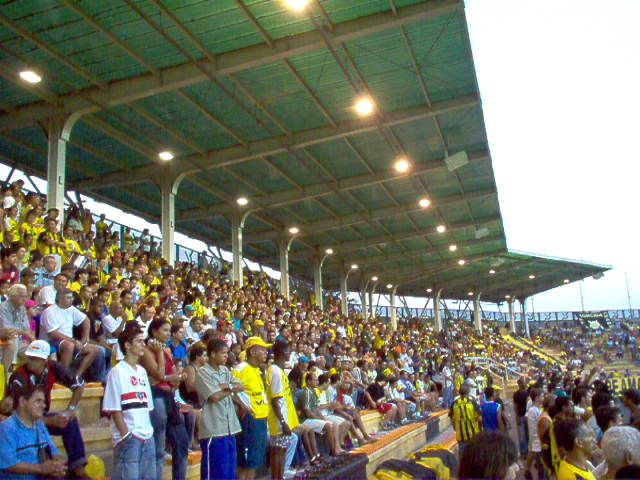
Tifosi di Voltaço a Raulino de Oliveira.

### Competizioni nazionali
- Campeonato Brasileiro Série D: 1

2016
- Campeonato Brasileiro Série C: 1

2024

### Competizioni statali
- Campeonato Carioca Série A2: 4

1987, 1990, 2004, 2022
- Taça Guanabara: 1

2005
- Taça Rio: 1

2016
- Copa Rio: 5

1994, 1995, 1999, 2007, 2022

### Altri piazzamenti
- Campeonato Brasileiro Série C:

Secondo posto: 1995
- Campionato Carioca:

Finalista: 2005
Semifinalista: 2025